# 今夜解禁!ザ・因縁
『今夜解禁！ザ・因縁』（こんやかいきんザいんねん）は、TBS系列で放送されていたバラエティ番組･特別番組。全6回。

## 概要
本番組は以前放送されていた『ご対面バラエティー 7時にあいましょう』の『芸能人・有名人禁断のご対面SP』の派生番組。かつて不義理をしてしまった相手や喧嘩別れした恋人やふとしたすれ違いで会わなくなった親友など、過去に“因縁”を持つ芸能人や元スポーツ選手など有名人がその“因縁”の相手と会い、当時抱えていたわだかまりや不満、心の中では思っていたけど口に出して言えなかった言葉など、今だからこそ言える気持ちを伝えてもらう。
MCは『7時にあいましょう』からくりぃむしちゅーの有田哲平とBREAKERZのDAIGOが引き続き担当していた。

## 出演者
MC
- 有田哲平（くりぃむしちゅー）
- DAIGO

進行
- 高野貴裕（TBSアナウンサー）

## 放送リスト
| 放送回数 | 放送日                   | 時間          | ゲスト | 備考 |
| -------- | ------------------------ | ------------- | ------ | ---- |
| 1        | 2017年3月31日（金曜日）  | 20:57 - 22:54 |        |      |
| 2        | 2017年9月29日（金曜日）  | 20:57 - 22:54 |        |      |
| 3        | 2018年4月6日（金曜日）   | 20:57 - 22:54 |        |      |
| 4        | 2018年9月28日（金曜日）  | 20:57 - 22:54 |        |      |
| 5        | 2019年3月22日（金曜日）  | 20:57 - 22:54 |        |      |
| 6        | 2019年12月20日（金曜日） | 20:57 - 22:54 |        |      |

## スタッフ
第6回目放送分
- 構成：桜井慎一、アリエシュンスケ
- ナレーション：服部伴蔵門
- TM：荒木健一
- TD：江浦友樹
- カメラ：端坂嘉寛
- VE：木野内洋
- 音声：和田良介
- 照明：鈴木英敬
- CG：大森清一郎
- 編集：藤森智史、山本研
- MA：芝岡亜紗美
- 音効：岡沢秀二、中村鉄太郎
- 美術プロデューサー：棚橋浩之
- 美術デザイン：木村真梨子
- 美術制作：岩井愛
- 装置：上田怜
- 操作：今野貴司
- 電飾：森田光俊
- メカシステム：庄子泰広
- 装飾：野呂利勝
- アクリル装飾：渡邊卓也
- 特殊装置：高橋出
- 衣装：坂口みのり
- 持道具：岩本美徳
- 技術協力：東京オフラインセンター
- 編成：佐藤美紀
- 宣伝：新川康朗、中島聡
- TK：海東祐里奈
- デスク：渡辺香織
- リサーチ：亀田貴誠
- AD：松本美久、江口晶美、荒瀬将貴、山内愛実、窪田将大、鰐川りさ、豊福陽月
- ディレクター：岡田秀行、今村光宏、阿部裕一郎、嘉数真二郎、大塚朋之、吉原崇弥、横田裕昌、榛澤祥希
- 制作進行：山本敦美
- AP：近藤梨紗
- 演出：横山健一
- 制作プロデューサー：関原奈津子、大橋豪、松原裕、菊池吉太郎
- 総合演出：川平秀二
- プロデューサー：寺田淳史、松原拓也、木内美歩
- 制作協力：スクイズ
- 製作著作：TBS